# Odorico Panfili
Odorico Panfili (Budapest, 2 settembre 1911 – Martula Mariam, 17 luglio 1938) è stato un militare italiano, insignito della medaglia d'oro al valor militare alla memoria nel corso delle grandi operazioni di polizia coloniale in Africa Orientale Italiana.

## Biografia
Nacque a Budapest il 2 settembre 1911, figlio di Egon ed Edina Radisics de Kutas. Il padre, triestino suddito austriaco di stanza a Budapest, era ufficiale della K.u.k. Kriegsmarine con il grado di capitano di corvetta.
Dopo la fine della grande guerra il padre transitò in servizio nella Regia Marina e ritornò a Trieste dove egli crebbe insieme al fratello minore. Nel 1929 portò la residenza a Bologna per frequentare la Facoltà di medicina e chirurgia della locale Università. Si laureò nel luglio 1935 con il massimo dei voti e la lode. Sostenne successivamente, sempre ottenendo la lode, l'esame di stato presso l'Università di Padova iniziando quindi il prescritto periodo di pratica presso il reparto chirurgico del locale ospedale "Regina Elena".
Nel febbraio del 1936 fu arruolato nel Regio Esercito per il servizio militare di leva come allievo ufficiale medico di complemento presso la Scuola di applicazione di Sanità Militare in Firenze. Durante i sei mesi del corso frequentò anche l'Università toscana ottenendo due nuovi diplomi di specializzazione. Con la nomina ad allievo ufficiale medico di complemento nei primi giorni di agosto e destinato per il servizio di prima nomina presso il 3º Reggimento artiglieria da montagna di stanza a Gorizia. Chiese, ed ottenne, di partire volontario per l'Africa Orientale, e nel novembre del 1936 si imbarcò a Napoli per raggiungere Massaua.
Dopo un breve periodo di servizio in Eritrea presso il 542º ospedale da campo, dal gennaio 1937 venne trasferito al XXXXIIII Battaglione indigeni e prende servizio nell'ospedale militare di Addis Abeba in Africa Orientale Italiana. Trasferito ai reparti combattenti con la promozione a sottotenente, nel novembre viene assegnato al LXX Battaglione (Amhara) della XIX Brigata coloniale, distaccato in località Martula Mariam dove giunge nel gennaio del 1938.
Il 17 luglio durante un combattimento contro i ribelli nel corso della grandi operazioni di polizia coloniale, visto cadere gravemente ferito il proprio comandante sottotenente Raffaele Minocchia, uscì dalla postazione difensiva per cercare di portargli soccorso rimanendo ucciso. Sepolto presso il cimitero italiano di Addis Abeba, l'anno successivo, con la concessione della medaglia d'oro al valor militare le spoglie vengono traslate in Italia presso la tomba di famiglia a Trieste.